# Kassala
Kassala (arabsky: كسلا), je město ve východní části Súdánu u hranice s Eritreou.

## Historie
Město bylo založeno v roce 1840 jako vojenský tábor pro osmanské vojáky egyptského vicekrále Muhammada Aliho. V roce 1885 bylo obsazeno stoupenci islámského reformátora Al-Mahdího. Po vítězné bitvě u Kassaly v roce 1894 obsadili město italské vojenské jednotky. V roce 1899 se Kassala dostala pod správu Anglo-Egyptského Súdánu. V roce 1940 byla krátce okupována Italy. Od roku 1956 je součástí Súdánu. Jako pozůstatek války mezi Eritreou a Etiopií je zde od 60. let 20. století přítomná silná komunita Eritrejců.

## Město
Střed města tvoří rozlehlé tržiště, je zde několik restaurací a hotelů. Po okraji města protéká řeka Gaš, které je po většinu roku pouze vyschlým korytem. V roce 2003 se po silných deštích vylila ze břehů a zaplavila větší část města. Při této katastrofě zahynulo cca 30 lidí.

### Pohoří Taka
Za městem se nachází skalní útvar zvaný pohoří Taka. Jedná se o zvláštní granitové útvary ve tvaru homolí. Jména vrcholů jsou Mukram, Taka, Toteil a Aweitila.

### Mešita Chatmíja
Na jeho úpatí je mešita Chatmíja. Říká se, že mešita byla postavená na půdě dovezené Muhammadem Osmanem al-Chatmem (zakladatel Chatmíjovské sůfické taríqy v 18. století) z Mekky. Mešita má jeden minaret, je postavena z pálených cihel a přiléhá k ní hrobka Hassana al-Mirgháního syna Hassana al-Chatma.

## Fotogalerie

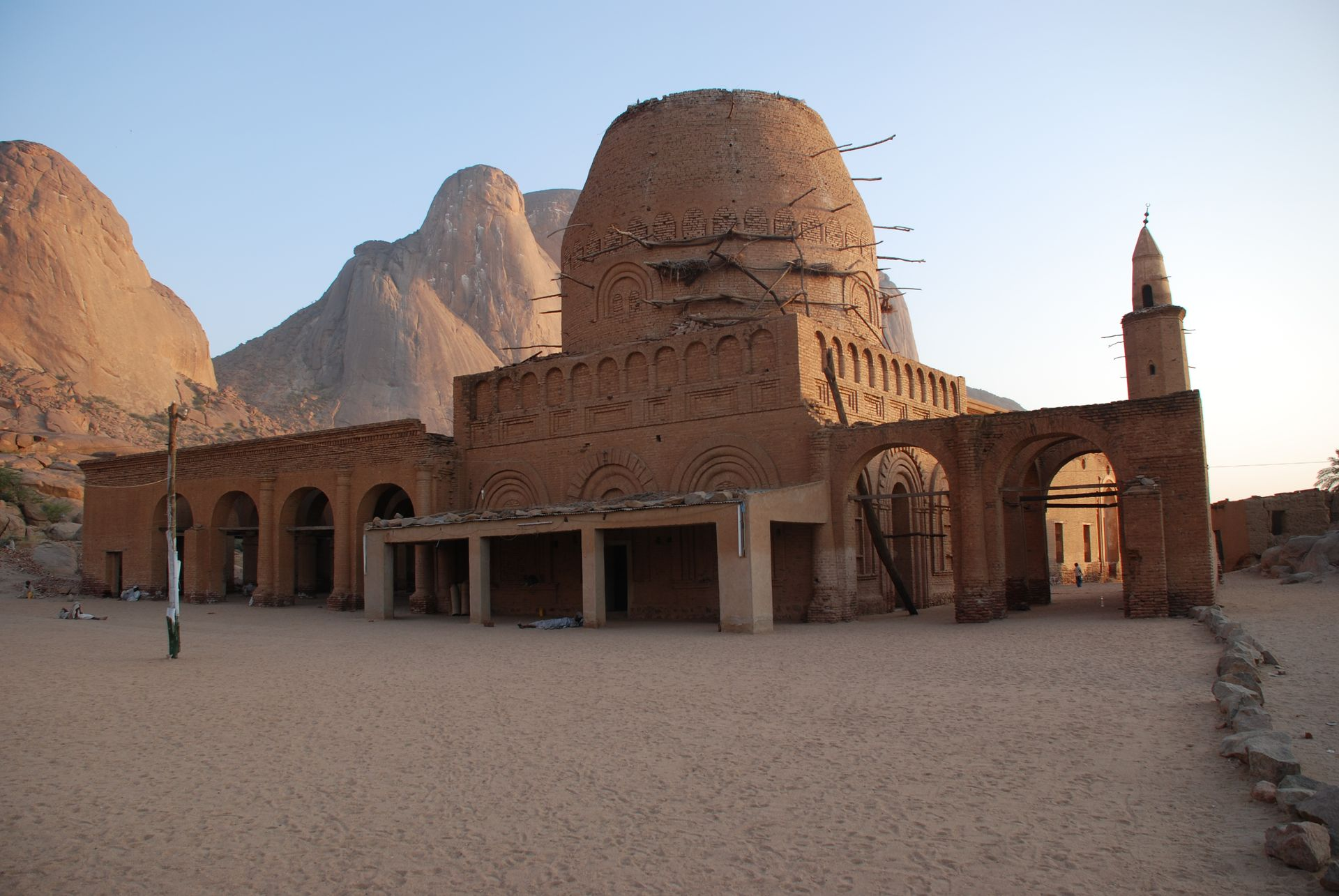
Mešita Chatmíja poblíž Kassaly
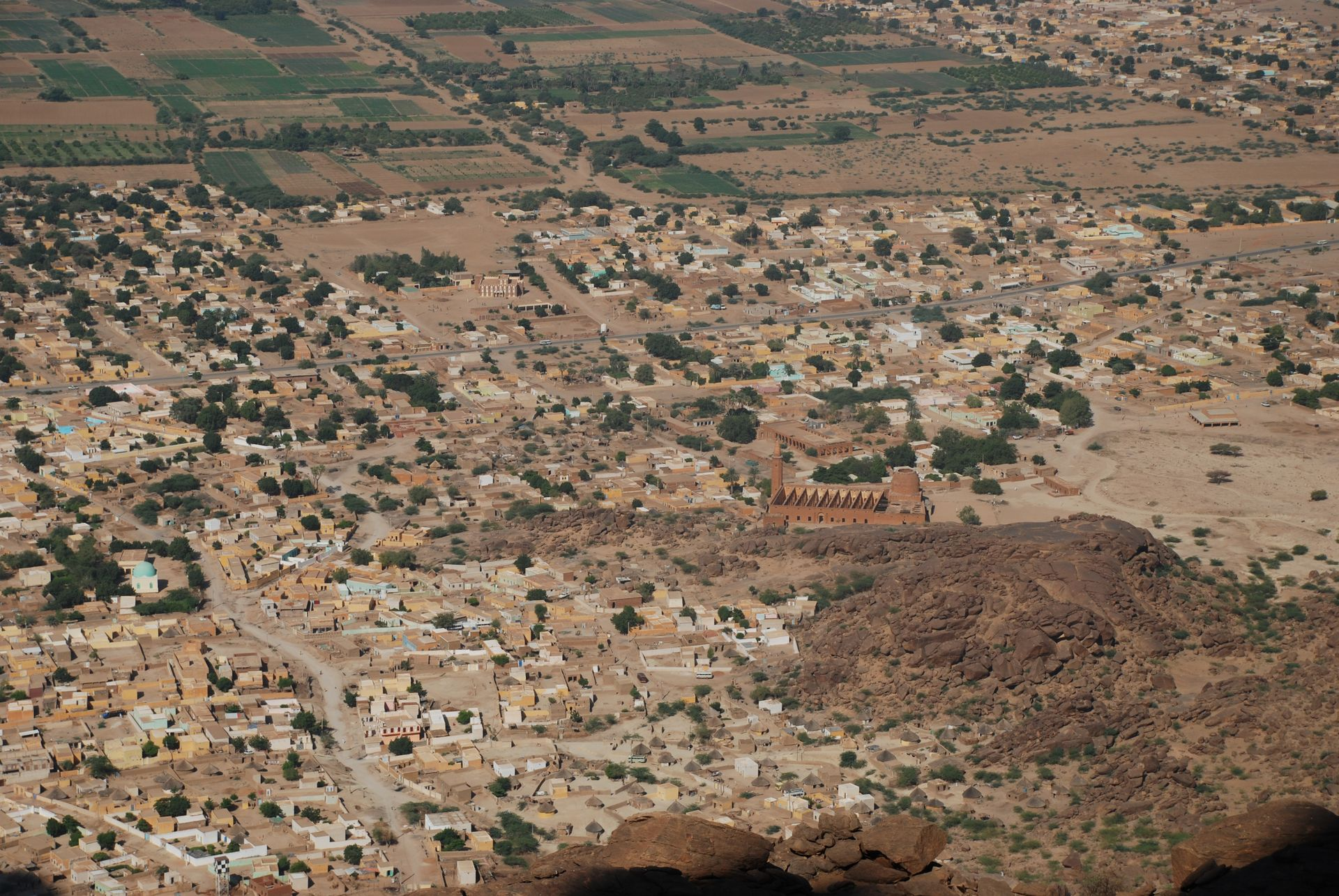
Pohled na město a mešitu Chatmíja z vrcholů pohoří Taka
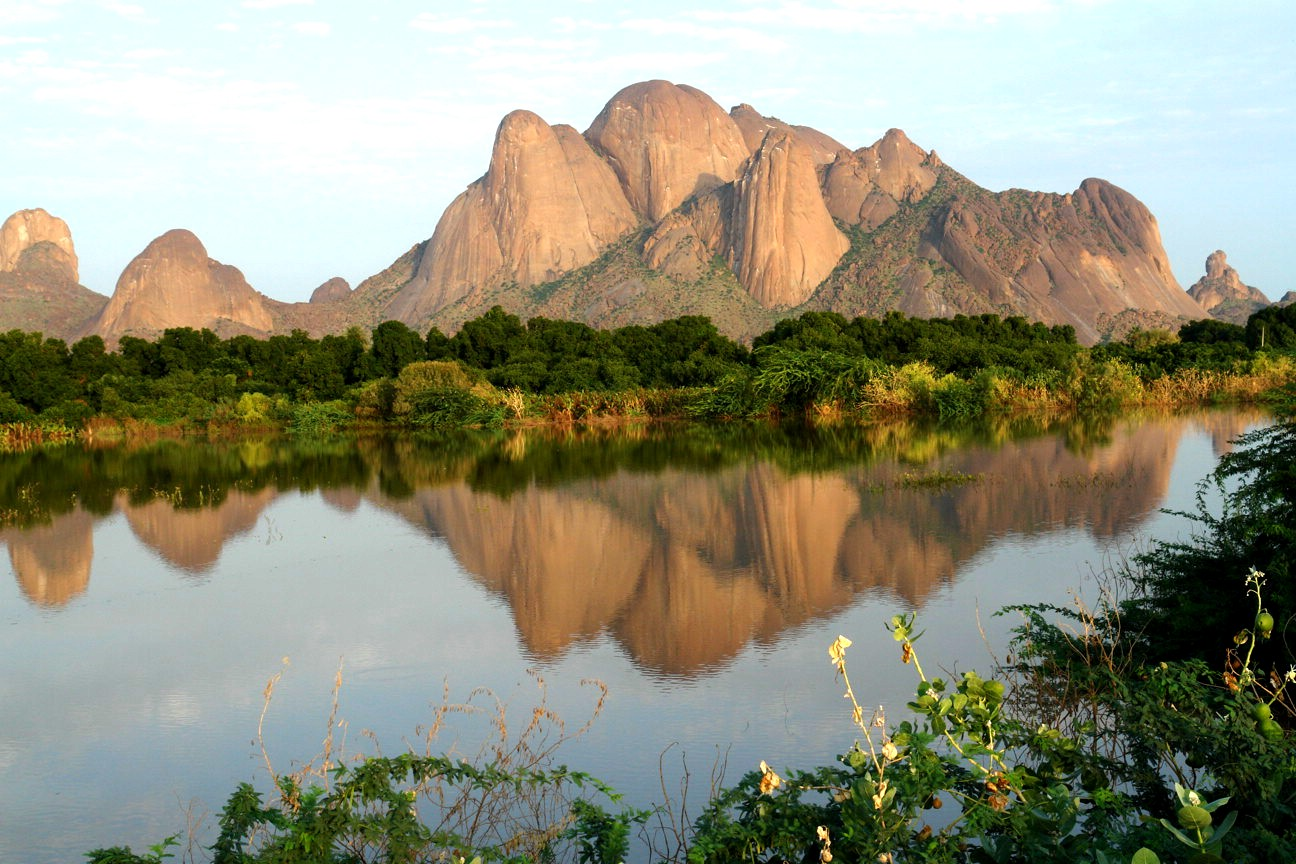
Pohoří Taka